# 제인 더 버진
《제인 더 버진》(영어: Jane the Virgin)은 2014년 10월 13일부터 2019년 7월 31일까지 The CW에서 방영된 코미디 드라마이다. 지난 2002년 베네수엘라의 텔레노벨라 《후아나 라 비르헨》을 원작으로 한 작품이다.